# 入江甚儀
入江甚儀（日语：／ Irie Jingi，1993年5月18日—）是隸屬於研音的日本男演員，千葉縣出身，畢業於堀越高等學校。

## 出演

### 連續劇
- 絕對達令（2008年4月、CX） - 飾演 林孝太
- 正義的夥伴（2008年7月、NTV） - 飾演 小森太一
- Oh!My Girl!!（2008年10月、NTV） - 飾演 渋谷裕太
- 絕對達令 最終章（2009年3月24日、CX） - 飾演 林孝太
- 極道鮮師 特別篇~畢業'09（2009年3月28日、NTV） - 飾演 松下直也
- Ghost Friends（2009年4月、NHK） - 飾演 神谷武志
- 名偵探的守則（2009年4月、EX） - 飾演 植松慶太
- 吸血鬼男孩（2009年7月、KTV） - 飾演 松山直樹
- 卒うた　第1話「Best Friend」（2010年3月4日、CX）- 岡本貴行 役
- 震撼鮮師（2010年7月 - 9月、TBS） - 飾演 甲斐保
- 爺爺25歲（2010年11月15日 - 25日、TBS）飾演 轟忍、轟源太（年輕時）
- 金魚俱樂部（2011年7月、NHK總合） - 饰演 柊春（主演）
- IS～性别不明（2011年7月 - 9月、TX） - 饰演 斋藤礼音
- 暴走法醫 第6話（2011年8月10日、NTV） - 飾演 柳田晃彥
- 理想母子（2012年1月 - 3月、NTV） - 饰演 鰐川悠馬
- 再一次對你求婚（2012年4月 - 6月、TBS） - 飾演 橘雅斗
- 結婚不結婚（2012年10月 - 12月、CX） - 飾演 森田淳
- 義勇神偷 TAKE FIVE（2013年4月 - 6月） - 飾演 火岡均
- 黑金丑島君 第二季（2014年1月 - 3月、MBS） - 飾演 中田廣道
- 世界奇妙物语 2014年 春季特别篇「空想少女」（2014年4月5日、CX） - 飾演 美澤春斗
- 軍師官兵衛（2014年5月、NHK大河劇） - 飾演 別所長治
- 金田一少年の事件簿N（neo） 第7話（2014年9月6日、NTV） - 飾演 立石直也
- 流星休旅車（2015年1月 - 3月、TBS） - 飾演 千賀和哉
- 科搜研之女 第15季 第1話（2015年10月15日、EX） - 飾演 大宅溫人
- 鴨川食堂 第7話（2016年2月21日、NHK BS Premium） - 飾演 北野恭介
- 你還是不懂群馬（2017年3月7日 - 28日、NTV） - 飾演 木村仁建
- 搶救老公大作戰 第3話（2017年7月22日、NTV） - 飾演 名取優作
- 絕對零度〜未然犯罪潛入搜查〜 第8話（2018年8月27日、CX） - 飾演 神谷統一郎
- 深夜的糟糕戀愛圖鑑 第9話（2018年12月2日、ABC） - 飾演 瀨戶石
- 鐵證懸案2～真相之門～ 最終話（2018年12月15日、WOWOW） - 飾演 山崎和明
- 房仲女王 第9話（2019年3月6日、NTV） - 飾演 真壁涼
- 女王偵訊室 第8話（2019年6月6日、EX） - 飾演 橋下拓海
- NO SIDE GAME（2019年7月 - 9月、TBS） - 飾演 星野信輝
- 這個男人是我人生最大的錯誤（2020年1月、EX） - 飾演 名取蒼
- 麒麟來了（2020年5月、NHK大河劇） - 飾演 前田利家
- 半澤直樹（2020年8月、TBS） - 飾演 田島春
- 東大特訓班 第二季 第7話・第9話・最終話（2021年6月6日 - 27日、TBS） - 飾演 梶谷和真
- INVISIBLE 第5話（2022年5月13日、TBS） - 飾演 Sakurai
- 騎上獨角獸 第2話（2022年7月12日、TBS） - 飾演 TAKA
- 遺留搜查 第七季 第3話（2022年7月28日、EX） - 飾演 山下驅 / 井野脇透
- 靈媒偵探城塚翡翠 第2話（2022年10月23日、NTV） - 飾演 別所幸介
- Get Ready! 第1話（2023年1月8日、TBS） - 飾演 才津明
- BRUSH UP LIFE 第2話・第4話（2023年1月15日・29日、NTV） - 飾演 車站職員
- 絕對不可能～偵探·上水流涼子的解析～ 第6話（2023年5月22日、CX） - 飾演 大迫彰吾
- 往這邊看 向井君 第3話・第4話（2023年7月26日・8月2日、NTV） - 飾演 村田威
- 跳槽的魔王大人 第7話（2023年8月28日、CX）- 飾演 戶田優吾
- 貞德的審判（2024年1月12日 - 3月8日、TX） - 飾演 高森健一
- GO HOME～警視廳身份不明人相談室～ 第7話（2024年9月7日、NTV）- 飾演 宮本圭介
- 怪物（2025年7月6日 - 、WOWOW） - 飾演 遠藤優

### 特攝劇
- 假面騎士鎧武（2014年5月18日、テレビ朝日） - 飾演 次郎 (客串)
- 快盜戰隊魯邦連者VS警察戰隊巡邏連者（2018年2月、テレビ朝日）飾演 ザミーゴ・デルマ/柴明哥・戴爾馬
- 假面騎士ZI-O（2019年2月17日-2月24日、テレビ朝日） - 飾演 真紀那蓮斗/假面騎士Kikai

### 電影
- センター・オブ・ジ・アース（2008年） - ショーン 役（演・ジョシュ・ハッチャーソン）吹き替え
- 極道鮮師（2009年） - 飾演 松下直也
- 人狼游戏（2013年） - 飾演 藤木毅
- 电脑奇侠REBOOT（2014年） - 飾演 次郎

### CM
- 尾崎商事 カンコー学生服（2008年）

## 外部連結
- （日語）入江甚儀個人資料  （页面存档备份，存于）
- （日語）入江甚儀個人官方網站  （页面存档备份，存于）
- （日語）完整版入江甚儀個人資料
- 入江甚儀的X（前Twitter）
- 入江甚儀的Instagram帳戶
- 入江甚儀的Ameba部落格（日語）
- 入江甚儀在互联网电影资料库（IMDb）上的資料（英文）